# Tchang Jin
Tchang Jin (čínsky pchin-jinem Táng Yín, znaky 唐寅; 6. dubna 1470, Su-čou – 7. ledna 1524 Su-čou) byl učenec, malíř, kaligraf a básník mingské Číny.

## Jména
Tchang Jin používal zdvořilostní jména Po-chu (čínsky pchin-jinem Bóhǔ, znaky 伯虎) a C’-wej (čínsky pchin-jinem Zǐwèi, znaky 子畏) a pseudonymy Liou-žu ťü-š’ (čínsky pchin-jinem Liùrú jūshì, znaky 六如居士), Tchao-chua-an ču (čínsky pchin-jinem Táohuā'ān zhǔ, znaky 桃花庵主) a Tchao-čchan sien-li (čínsky pchin-jinem táochán xiānlì, znaky zjednodušené 逃禅仙吏, tradiční 逃禪仙吏).

## Život a dílo

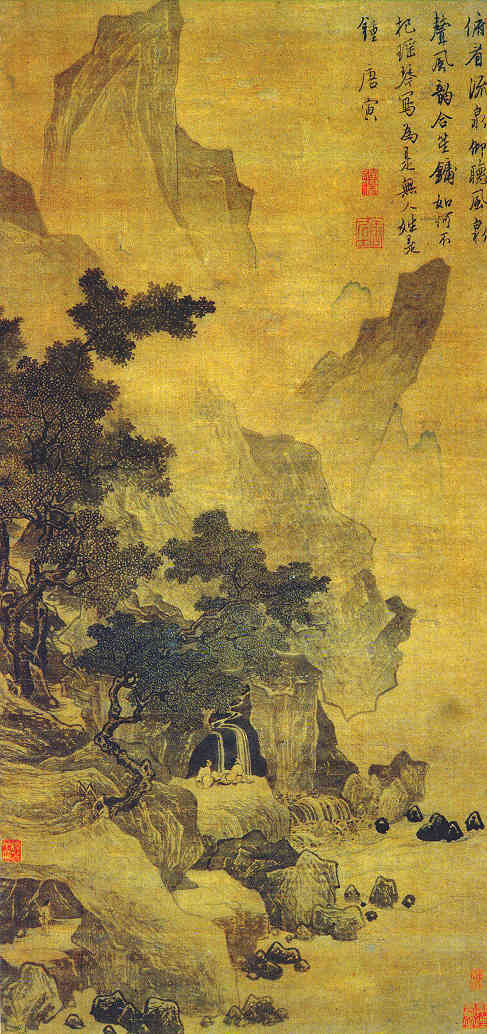
Pozorování jara a poslouchání větru (看泉聽風圖), Tchang Jin, Nankingské muzeum

Tchang Jin se narodil v obchodnické rodině v Su-čou. Byl výborným studentem, žákem a chráněncem Wen Lina, roku 1498 se v provinčních zkouškách umístil na prvním místě, ale při zkouškách v hlavním městě byl s přítelem obviněn z podvodu a nucen se vrátit s hanbou domů. Žil poté jako nezávislý učenec z prodeje svých prací.
Je jedním z nejvýznamnějších malířů čínské historie. Byl žákem Šen Čoua a přítelem Wen Čeng-minga, slavných umělců. Učil se malování i u Čou Čchena, ovlivnili ho jüanští mistři žijící ve 14. století. Je řazen k „čtyřem mistrům mingské doby“, mezi něž patřili ještě Šen Čou, Wen Čeng-ming a Čchiou Jing. Tchang byl také talentovaný básník a učenec, on a jeho současníci Wen Čeng-ming, Ču Jün-ming a Sü Čen-čching, byli známi jako „čtyři literární mistři wučungské oblasti“ (také „čtyři literární mistři Ťiang-nanu“. Proslul i jako kaligraf, zvláště obdivované bylo jeho kurzivní písmo.